# Ferenc Jácint savoyai herceg
Ferenc Jácint savoyai herceg (olaszul: Francesco Giacinto di Savoia; (Torino, 1632. szeptember 14. – Torino, 1638. október 4.), a Savoyai-házból született herceg, 1637–tól haláláig, 11 hónapig Savoya uralkodó hercege, Piemont hercege, Saluzzo márkija, Ciprus és Jeruzsálem címzetes királya, anyjának, az özvegy  Krisztina Mária hercegnének gyámsága alatt, és régenssége mellett.

## Élete
Ferenc Jácint herceg a torinói Valentino-kastélyban született, szüleinek harmadik gyermekeként, második fiaként. Édesapja a Savoyai-házból való I. Viktor Amadé savoyai herceg (1587–1637) volt, I. Károly Emánuel savoyai herceg (1562–1630) és Katalin Mihaéla spanyol infánsnő (1567–1597) második fia, apai ágon Emánuel Filibert savoyai herceg, anyai ágon II. (Habsburg) Fülöp spanyol király unokája.
Édesanyja Bourbon Krisztina Mária francia királyi hercegnő (1606–1663) volt, IV. Henrik király (1553–1610) és Medici Mária toszkánai nagyhercegnő (1575–1642) második leánya, XIII. Lajos francia király húga.  
Szülei házasságából hét testvér született, öten érték meg a felnőttkort:
- Lajos Amádé (1622–1628), trónörökös, gyermekként meghalt,
- Lujza Krisztina (1629–1692), aki saját nagybátyjához, Savoyai Móric bíboros-herceghez ment feleségül.
- Ferenc Jácint (1632–1638), 1628-tól trónörökös, 1637-től Savoya uralkodó hercege, anyjának régenssége mellett.
- Károly Emánuel (1634–1675), 1637-től trónörökös,  1638-tól II. Károly Emánuel néven Savoya uralkodó hercege anyjának régenssége mellett, 1648-tól hivatalosan teljes jogú uralkodó.
- Margit Jolanda (1635–1663), aki a Farnese-házból való II. Ranuccióhoz, Párma uralkodó hercegéhez ment feleségül.
- Henrietta Adelheid (1636–1676), aki 1650-ben a Wittelsbach-ház-ból való Ferdinánd Mária bajor trónörökös herceghez, a későbbi választófejedelemhez ment férjhez.
- Katalin Beatrix (1636–1637), Henrietta Adelheid ikerhúga, csecsemőként meghalt.

Legidősebb bátyja, Lajos Amadé trónörökös herceg még Tamás Ferenc születése előtt, 1628-ban meghalt. Ferenc Jácint így születésétől fogva trónörökös volt, Piemont hercegének címét viselte.

### Rövid uralkodása
Apja, I. Viktor Amadé 1637-ben váratlanul elhunyt. Ferenc Jácint ötéves korában követte apját a trónon. Megörökölte apjának összes címeit, így Saluzzo márkija, Aosta, Moriana (Maurienne) és Nizza grófja, továbbá Ciprus és Jeruzsálem címzetes királya (de facto trónkövetelője) lett. Az uralkodócsaládban „a paradicsomi gyermek” (franciául: Fleur de Paradis) becenévvel illették. 
Özvegy édesanyja, Krisztina Mária hercegné lett kiskorú fiainak gyámja, egyben Savoya régense. Franciabarát politikája miatt szembekerült sógoraival, az elhunyt Viktor Amadé herceg öccseivel, Móric herceg-bíborossal és Tamás Ferenc carignanói herceggel, akik a régensi hatalom megosztását követelték.

### Elhunyta, utódlása

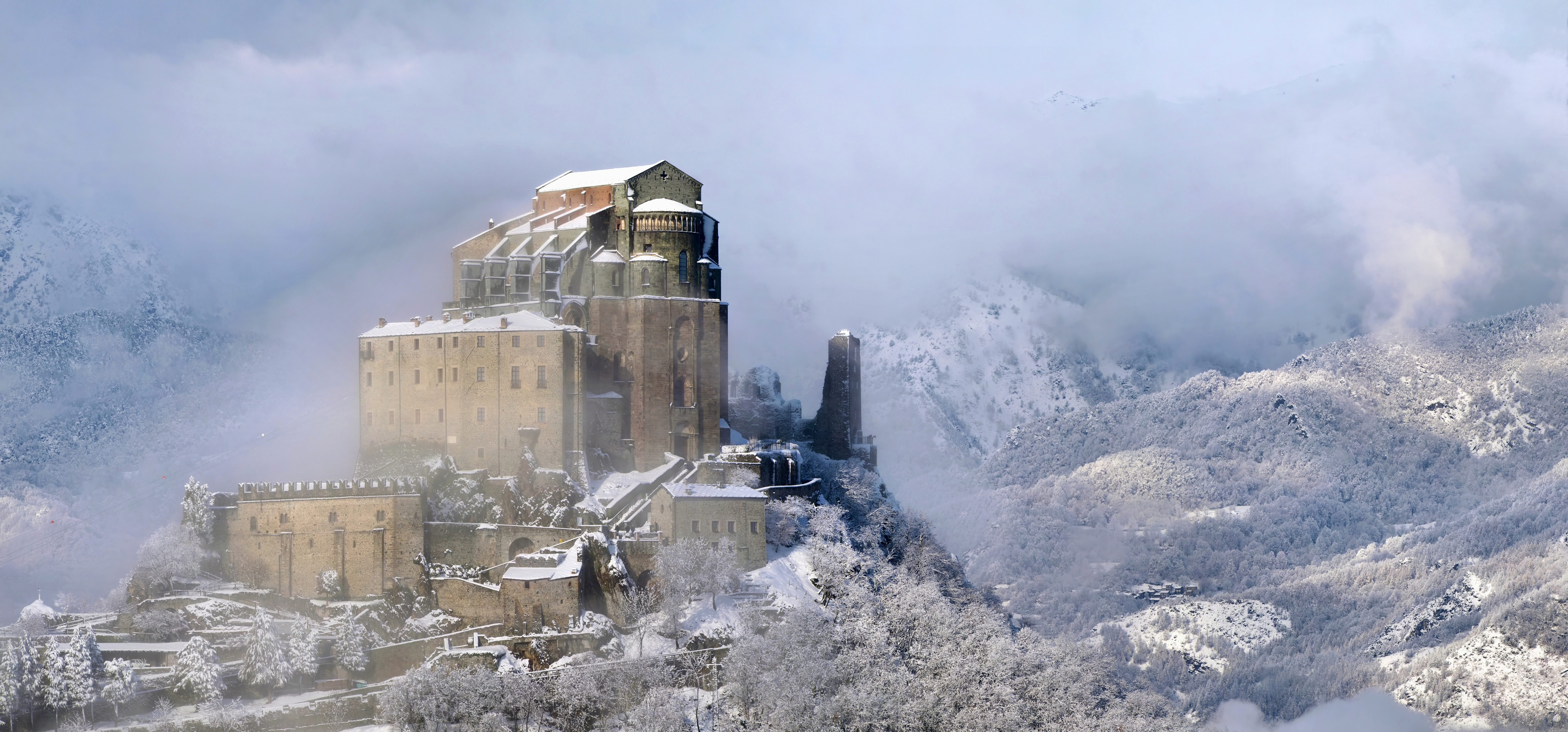
Nyughelye, a piemonti Sacra di San Michele benedek-rendi apátság

Ferenc Jácint herceg egy évig sem uralkodott. 1638 őszén megfázott, és október 4-én meghalt, hatéves korában. A Sant’Ambrogio di Torino község fölé magasodó hegyekben, a Sacra di San Michele benedek-rendi apátságban temették el. Négyesztendős öccse követte a trónon, II. Károly Emánuel néven. Négy éven át tartó belháború tört ki a Savoyai-házon belül, a franciabarát Krisztina régens hercegné és a Habsburg-párti hercegek, Móric és Tamás Ferenc között. Krisztina hercegné francia segítséggel felülkerekedett.
1642-ben a hadakozó felek kiegyeztek egymással: Ferenc Jácint nagybátyja, Móric herceg-bíboros (külön pápai engedéllyel) feleségül vette saját unokahúgát, Lujza Krisztina hercegnőt, Ferenc Jácint húgát, ezzel Móric herceg, Nizza grófja lett a Savoyai Hercegség trónjának várományosa, de nem születtek gyermekei. II. Károly Emánuelnek viszont 1666-ban megszületett (egyetlen törvényes) fia és örököse, II. Viktor Amadé herceg, aki 1675-ben Savoya uralkodója lett.

## További irodalom
- Robert Oresko: The House of Savoy in search for a royal crown in the seventeenth century. In: Royal and republican sovereignty in early modern Europe. Essays in memory of Ragnhild Hatton, Cambridge, 1997, 272–350. old. ISBN 978-0-521-41910-9 (angolul)
- Carlo Merlini: Ambienti e Figure di Torino Vecchia, Torino, 1938. (olaszul)

| Savoyai Ferenc Jácint Savoyai-ház Született: 1632. szeptember 14. Elhunyt: 1638. október 4. |                                                     |                              |
|                                                                                             |                                                     |                              |
| Előző I. Viktor Amadé                                                                       | Savoya hercege 1637. október 17. – 1638. október 4. | Következő II. Károly Emánuel |